# 塘沟镇
塘沟镇，是中华人民共和国江苏省宿迁市沭阳县下辖的一个乡镇级行政单位。
2021年3月2日，撤销塘沟镇、周集乡，设立新的塘沟镇。以原塘沟镇、周集乡的行政区域为新的塘沟镇行政区域。

## 行政区划
塘沟镇下辖以下地区：
塘沟社区、塘东村、塘西村、塘北村、塘南村、条河园村、王华村、卢圩村、雷达村、东渡村、胡塘桥村和碾盘村。